# Timmiella flexiseta
Timmiella flexiseta là một loài Rêu trong họ Pottiaceae. Loài này được (Bruch) Limpr. miêu tả khoa học đầu tiên năm 1888.